# 陆子修
陆子修（1933年8月—2014年11月15日），出生于安徽来安，中共党员。中华人民共和国政治人物，中共十三大代表，第八届全国人民代表大会代表。

## 生平
曾就读于南京市立四中、安徽师范学院（现安徽师范大学）、中央党校进修部。1951年至1964年，先后任来安县立崔营小学代理校长、《来安报》负责人、县委宣传部理论干事。1964年，任《滁州报》编辑、副组长。1973年，加入中国共产党。1972年至1983年，先后任安徽省滁县地区革委会、滁县地委办公室工作人员，地委办公室主任，地委副秘书长。1983年，任滁县地委副书记。1985年，任滁县地委书记。1992年，任安徽省人大常委会副主任。2002年7月退休。退休后任中国劳动力资源开发研究会副会长，安徽城乡劳动力资源开发研究会会长。2014年11月，在合肥逝世，享年82岁。